# 世紀藍圖
《世紀藍圖》（英語：Blueprint）是香港電台電視部製作的規劃節目，講述於2010年開始動工的多項香港大型基建工程的規劃及建設情況。
本節目於2010年11月13日至2011年1月15日於無綫電視高清翡翠台逢星期六11:30-12:00重播；2011年3月29日至5月31日於凤凰卫视香港台逢星期二19:00-19:30首播，翌日3:00、11:00和15:00重播。

## 每集主題和內容
| 集數 | 播映日期 | 主題                | 內容 / 介紹工程                            | 編導   |
| 01   | 7月17日  | 《大橋過大海》      | 港珠澳大橋                                 | 彭啟光 |
| 02   | 7月24日  | 《再造啟德》        | 啟德發展計劃                               | 陳卓玲 |
| 03   | 7月31日  | 《照常營業》        | 海洋公園擴建工程                           | 唐敏明 |
| 04   | 8月7日   | 《地底160米》       | 淨化海港計劃                               | 邱燕妮 |
| 05   | 8月14日  | 《還海於民》        | 中環海濱、添馬艦新政府總部、中環灣仔繞道   | 彭啟光 |
| 06   | 8月21日  | 《非常通道》        | 雨水隧道                                   | 陳卓玲 |
| 07   | 8月28日  | 《鐵網之都》        | 港鐵西港島綫、南港島綫、沙中綫、觀塘綫延綫 | 史志偉 |
| 08   | 9月11日  | 《下一站 香港高鐵》 | 廣深港高速鐵路                             | 史志偉 |
| 09   | 9月18日  | 《新世紀校園》      | 香港大學百周年校園、中文大學校園擴建工程   | 陳卓玲 |
| 10   | 9月25日  | 《靚冬菇與新排檔》  | 士丹利街舊式大牌檔改善工程、冬菇亭翻新工程 | 邱燕妮 |

## 外部連結
- 香港電台官方網站 - 世紀藍圖
- 香港電台節目網站 - 世紀藍圖 （页面存档备份，存于）

## 電視節目的變遷
| 香港無綫電視翡翠台 星期六 20:00-20:30 時段                            | 香港無綫電視翡翠台 星期六 20:00-20:30 時段                         | 香港無綫電視翡翠台 星期六 20:00-20:30 時段       |
| --------------------------------------------------------------------- | ------------------------------------------------------------------ | ------------------------------------------------ |
|                                                                       | 世紀藍圖（港台節目） （第1-7集） （2010.07.17 - 2010.08.28）       |                                                  |
| 功夫傳奇（港台節目） （2010.06.12 - 2010.07.10）（19:35-20:30）       | 太陽計劃2010南區音樂峰會（港台節目） （2010.09.04）（19:00-20:30） |                                                  |
| 太陽計劃2010南區音樂峰會（港台節目） （2010.09.04）（19:00-20:30）    | 世紀藍圖（港台節目） （第8-10集） （2010.09.11 - 2010.09.25）      | 更上一層樓 （2010.10.02 - 2010.12.11）           |
| 香港無綫電視高清翡翠台 星期六 11:30-12:00 時段                        |                                                                    |                                                  |
| 跨世紀禮賓府－ 155周年特輯（港台節目） （2010.11.06）                 | 世紀藍圖（港台節目） （2010.11.13 - 2011.01.15）                   | 一念之間（港台節目） （2011.01.22 - 2011.03.12） |
| 香港凤凰卫视香港台 星期二19:00-19:30時段／翌日 3:00、11:00和15:00重播 |                                                                    |                                                  |
| 鳳凰衞視香港台的播映節目 於2011年3月28日啟播                          | 世紀藍圖（港台節目） （2011.03.29 - 2011.05.31）                   | 設計城市（港台節目） （2011.06.07 - 2011.08.09） |